# Chien-Shiung Wu
Chien-Shiung Wu (xinès tradicional: 吳健雄, xinès simplificat: 吴健雄, pinyin: Wú Jiànxióng; Liu Ho, Xangai, Xina, 31 de maig de 1912-Nova York, Estats Units d'Amèrica, 16 de febrer de 1997) fou una física estatunidenca d'origen xinès, que va fer contribucions significatives en l'àmbit de la física nuclear.
Wu va treballar en el projecte Manhattan: va ajudar a desenvolupar el procés per separar el metall d'urani en els isòtops urani 235 i urani 238 per difusió gasosa. És més coneguda per dur a terme l'experiment de Wu, que contradiu la llei hipotètica de conservació de la paritat. Aquest descobriment va fer que els seus col·legues Tsung-Dao Lee i Chen Ning Yang guanyessin el 1957 el Premi Nobel Física, i Wu també va guanyar el Premi Wolf en Física el 1978. La seva experiència en física experimental va evocar comparacions amb Marie Curie, per això també se la coneix com Madame Curie de la Xina i Primera Dama de la Física

## Família i estudis
Chien-Shiung Wu va néixer a Liu Ho, un poble proper a Xangai. Va ser la segona de tres fills de Wu Zhong-Yi (吳仲 裔) i Fan Fu-Hua. Wu i el seu pare eren molt propers l'una a l'altre i ell la va animar en els seus interessos per l'estudi creant un entorn envoltada de llibres, revistes i diaris.
Va estudiar a la primera escola per a nenes de la Xina que havia fundat el seu pare. El 1923, amb onze anys, la van enviar a estudiar a l'Escola Normal per a dones de Suzhou. Es tractava d'un internat per a la formació del professorat, així com per a l'escola secundària regular. L'admissió per a la formació de docents era més competitiva, ja que no cobraven per la matrícula i garantia un treball després de la graduació. Encara que la seva família s'ho podria haver permès, Wu va triar l'opció més competitiva, i es va classificar novena entre gairebé 10.000 sol·licitants.
El 1929, Wu es va graduar amb unes qualificacions que estaven entre les millors de la seva classe, i va ser admesa a la Universitat Central Nacional a Nanjing. D'acord amb les regulacions governamentals de l'època, els estudiants de formació del professorat que volien passar a les universitats necessitaven haver fet pràctiques com a mestres d'escola durant un any. En el cas de Wu, ho va fer ensenyant a Xangai a l'Escola Pública de la Xina, el director de la qual era el filòsof Hu Shih.
De 1930 a 1934, Wu va estudiar a la Universitat Nacional Central (més tard reubicada a Taiwan, actualment Universitat de Nanjing), primer matemàtiques, però més tard es va passar a la física. Es va involucrar en política estudiantil, les relacions entre la Xina i el Japó eren tenses en aquell moment, i per part dels estudiants s'instava el govern a adoptar una línia més forta amb el Japó. Wu va ser triada com una dels líders estudiantils pels seus col·legues perquè pensaven que, com ella era una dels millors estudiants de la universitat, les autoritats passarien per alt la seva participació. Tot i això va anar amb compte de no descuidar els estudis. Va liderar les protestes que van incloure una seguda al Palau Presidencial de Nanjing, on els estudiants van ser rebuts per Chiang Kai-shek.
Durant dos anys després de la graduació, va fer estudis de postgrau en física i va treballar com a assistent a la Universitat de Zhejiang. Es va convertir en investigadora de l'Institut de Física de l'Acadèmia Sínica. Va supervisar la seva feina la professora Gu Jing-Wei, que havia obtingut el doctorat a l'estranger, a la Universitat de Michigan, i va animar Wu a fer el mateix. Wu va ser acceptada per la Universitat de Michigan, i el seu oncle, Wu Zhou Zhi, li va proporcionar els fons necessaris. Es va embarcar cap als Estats Units amb una amiga, Dong Ruo-Fen (董若芬), una química de Taicang, al vaixell SS President Hoover a l'agost de 1936. Els seus pares i el seu oncle la van acomiadar; Wu mai tornaria a veure els seus pares.

## Berkeley
Les dues dones van arribar a San Francisco, on els plans de Wu per als seus estudis de postgrau van canviar després de visitar la Universitat de Califòrnia, a Berkeley. Es va trobar amb el físic Lucas Chia-Liu Yuan, un net de Yuan Shikai, el primer president de la República Popular de la Xina i l'emperador autoproclamat de la Xina. Yuan li van mostrar el Laboratori de Radiació, el director del qual era Ernest O. Lawrence, que no trigaria a guanyar el Premi Nobel de Física el 1939 per la seva invenció de l'accelerador de partícules, el ciclotró.
Wu va saber que a Michigan a les dones ni tan sols se'ls permetia fer servir l'entrada principal, i va decidir que ella preferiria estudiar a Berkeley. Yuan se la va emportar a veure Raymond T. Birge, el cap del departament de física, i li va oferir a Wu un lloc en l'escola de postgrau, tot i que el curs ja havia començat. Wu finalment va abandonar els seus plans d'estudiar a Michigan i es va matricular a Berkeley. Entre els seus companys de classe a Berkeley hi havia Robert R. Wilson i George Volkoff.
Wu va fer progressos molt ràpids en la seva educació i la seva investigació. Encara que Lawrence era oficialment el seu supervisor, també va treballar en estreta col·laboració amb Emilio Segrè. La seva tesi va tenir dues parts separades. La primera va ser la radiació de frenada, radiació electromagnètica produïda per la desacceleració d'una partícula carregada quan és desviada per una altra partícula carregada, generalment un electró per un nucli atòmic. Va investigar aquesta usant l'emissor-beta fòsfor-32, un isòtop radioactiu que es produïa fàcilment en el ciclotró que Lawrence i el seu germà John H. Lawrence estaven avaluant per al seu ús en el tractament del càncer i com un traçador radioactiu. Això va marcar el primer treball de Wu sobre la desintegració beta, un tema sobre el qual es convertiria en una autoritat. La segona part de la tesi va ser sobre la producció d'isòtops radioactius de xenó produïts per la fissió nuclear de l'urani amb els ciclotrons de 37 polzades i de 60 polzades en el Laboratori de Radiació. Va completar el seu doctorat al juny de 1940, però tot i les recomanacions de Lawrence i de Segre, no li van poder assegurar una posició en una universitat, pel que va romandre al Laboratori de Radiació com a becària postdoctoral.

## Segona Guerra mundial
Wu i Yuan es van casar el 30 de maig de 1942 a la casa de Robert Millikan, supervisor acadèmic de Yuan i director del Caltech. Cap dels seus familiars, ni de la núvia ni del nuvi, van poder assistir a causa de l'esclat de la Guerra del Pacífic. Wu i Yuan es van traslladar a la costa est dels Estats Units, on Wu es va convertir en membre del professorat del Smith College, una prestigiosa universitat privada per a dones a Northampton, Massachusetts, mentre que Yuan va treballar en el radar per RCA. Va trobar la feina frustrant, ja que només se li van assignar tasques docents sense cap oportunitat per fer recerca. Va apel·lar a Lawrence, que va escriure cartes de recomanació a un nombre d'universitats i finalment l'Smith College va respondre i va fer-ne Wu professora titular, amb un augment de salari. Va acceptar un treball d'instructora d'oficials navals a la Universitat de Princeton a Nova Jersey.

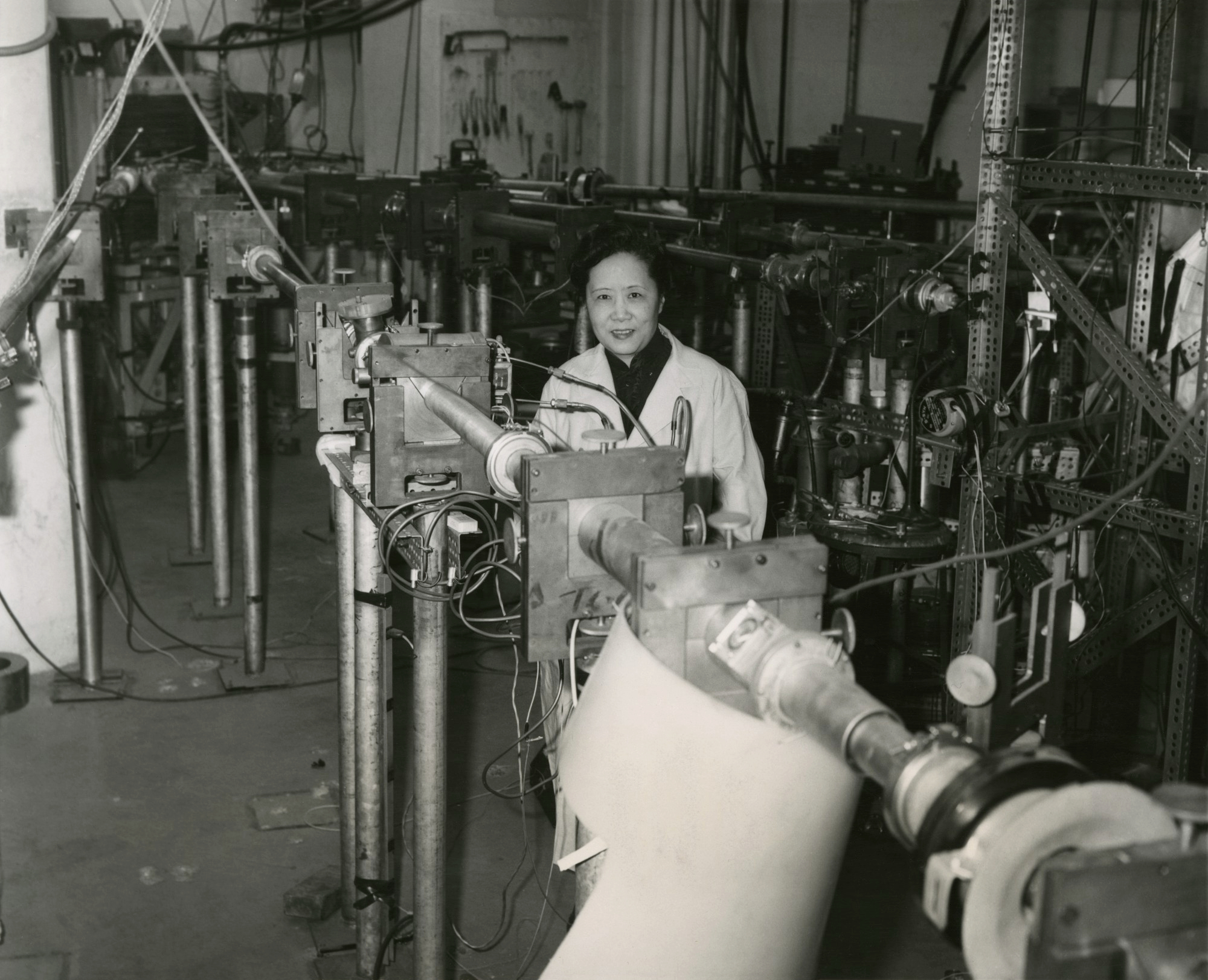
Chien-Shiung Wu, 1963

Al març de 1944, Wu es va unir als laboratoris de Substitute Alloy Materials (SAM) del projecte Manhattan, coordinat per Enrico Fermi, per al desenvolupament d'armes nuclears, a la Universitat de Colúmbia, on es quedava tota la setmana, i tornava a Princeton els caps de setmana. El paper dels laboratoris de SAM, encapçalats per Harold Urey, va ser donar suport al programa K-25 per a l'enriquiment d'urani per difusió gasosa del projecte Manhattan. Wu va treballar al costat de James Rainwater en un grup liderat per William W. Havens, Jr.: la tasca era desenvolupar la instrumentació del detector de radiació. El setembre del 1944, Wu va ser contactada per l'enginyer i coronel Kenneth Nichols. El reactor B de recent posada en marxa a Hanford Site s'havia trobat amb un problema inesperat, posant-se en marxa i aturant-se a intervals regulars. John Archibald Wheeler va sospitar que un producte de fissió, el xenó-135, amb una vida mitjana de 9,4 hores, n'era el culpable, i podria ser un verí de neutrons. Segrè llavors va recordar la feina que Wu havia fet a Berkeley amb els isòtops radioactius de xenó. El document sobre el tema era encara inèdit, però Wu i Nichols va anar al seu dormitori, i van recollir l'esborrany mecanografiat preparat per a publicar a la Physical Review. El xenó-135 era de fet el culpable: va resultar tenir una secció transversal d'absorció de neutrons inesperadament gran.
L'agost de 1945, després del final de la guerra, Wu va acceptar una oferta per ocupar un lloc com a professora d'investigació a Columbia. La comunicació amb la Xina es va reprendre i Wu va rebre una carta de la seva família, però els seus plans de visitar la Xina van ser interromputs per la Guerra Civil xinesa, i el naixement el 1947 d'un fill, Vincent Yuan (袁緯承), que esdevindria un físic igual que els seus pares. El 1949, Yuan es va unir al Laboratori Nacional de Brookhaven, i la família es va traslladar a Long Island. Després que aquell any els comunistes arribessin al poder a la Xina, el seu pare li va escriure instant-la a no tornar; com el seu passaport havia estat emès pel govern del Kuomintang tenia dificultats per viatjar a l'estranger i per això el 1954 va prendre la decisió d'obtenir la ciutadania nord-americana i va romandre a Columbia la resta de la seva carrera. El 1952 es va convertir en professora titular, el 1958 va passar a ser catedràtica (full professor) i el 1973 professora Michael I. Pupin de Física.

## Desintegració beta i la conservació de la paritat

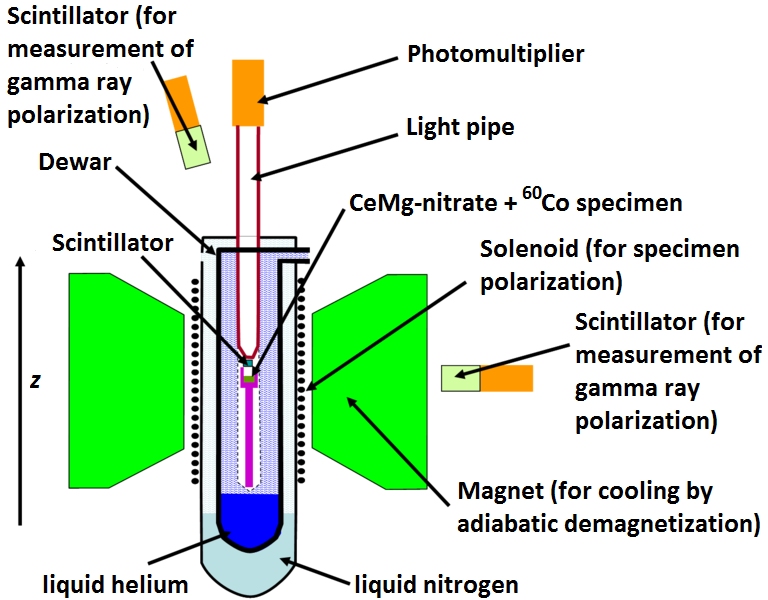
Il·lustració esquemàtica de l'experiment de Wu

En la seva investigació de la postguerra, Wu va continuar investigant la desintegració beta. Enrico Fermi havia publicat el 1934 la seua teoria de la desintegració beta, però un experiment realitzat per Luis Walter Álvarez havia produït uns resultats que es manifestaven en desacord amb la teoria. Wu va proposar repetir l'experiment i comprovar-ne el resultat. Se sospita que el problema era que una pel·lícula gruixuda i desigual de sulfat de coure (CuSO₄) estava sent utilitzada com a coure-64 font de raigs beta, que estava causant una pèrdua d'energia dels electrons emesos. Per evitar-ho, es va adaptar una forma més antiga d'espectròmetre, un espectròmetre solenoïdal. Va afegir detergent al sulfat de coure per produir una pel·lícula prima i uniforme. Wu va ser capaç de demostrar que les discrepàncies observades eren el resultat d'un error experimental; els seus resultats van ser consistents amb la teoria de Fermi.
A Columbia Wu va conèixer personalment el físic teòric d'origen xinès Tsung-Dao Lee. A mitjans de la dècada de 1950, Lee i un altre físic teòric xinès, Chen Ning Yang, van qüestionar una llei hipotètica de la física de partícules elementals, la llei de conservació de la paritat. Un exemple posava de manifest que el problema era l'enigma de les partícules theta i tau, dos mesons aparentment de càrrega diferent. Eren tan similars que normalment se les considerava la mateixa partícula; però es va observar que tenien diferents modes de desintegració, que resultaven en dos estats diferents de paritat, cosa que suggeria que, si la paritat es conservava, Θ+ i τ+ eren partícules diferents: 
| Θ + | → | π + + π 0       |
| τ + | → | π + + π + + π - |
La recerca de Lee i Yang sobre els resultats experimentals obtinguts els va convèncer que la paritat es conservava en les interaccions electromagnètiques i per interacció forta. Per aquesta raó, els científics esperaven que aquesta afirmació també fos certa per a interacció feble, però no havia estat provat i, a més, els estudis teòrics de Yang i Lee va mostrar que això podria no ser cert per a interacció feble. Lee i Yang van elaborar un disseny d'un experiment per provar la conservació de la paritat en el laboratori. Lee a continuació es va adreçar a Wu per la seva experiència en l'elecció i la construcció de la instrumentació necessària i la configuració dels procediments de laboratori per a dur a terme aquest experiment.
Wu, per dur a terme l'experiment, va prendre una mostra de cobalt-60 radioactiu i la va refredar amb gasos líquids a temperatures criogènics. El cobalt-60 és un isòtop que es desintegra per emissions de partícules beta, Wu era també una experta en la desintegració beta. Es necessitaven temperatures extremadament baixes per reduir pràcticament a zero la quantitat de vibració tèrmica dels àtoms de cobalt. A més, Wu necessitava aplicar un camp magnètic constant i uniforme a través de la mostra de cobalt-60 per tal d'alinear en la mateixa direcció els eixos de gir dels nuclis atòmics. Per a aquest treball criogènic necessitava les instal·lacions de l'Institut Nacional d'Estàndards i Tecnologia (NIST) i la seva experiència per treballar amb gasos liquats, així que per dur a terme els experiments va viatjar amb el seu equip a la seu del NIST a Maryland.
Els càlculs teòrics de Yang i Lee va predir que les partícules beta dels àtoms de cobalt-60 s'emeten de forma asimètrica i la hipotètica "llei de conservació de la paritat" no era vàlida. L'experiment de Wu va mostrar que aquest és el cas: la paritat no es conserva sota les interaccions nuclears febles, Θ+ i τ+ són de fet la mateixa partícula, el que es coneix avui com kaó, K+. Aquest resultat va ser ràpidament confirmat pels seus col·legues de la Universitat de Colúmbia en diferents experiments, i tan aviat com tots aquests resultats es van publicar - en dos articles d'investigació diferents en la mateixa edició de la mateixa revista de física- els resultats també van ser confirmats en molts altres laboratoris i en molts experiments diferents.
El descobriment de la violació de la paritat va ser una important contribució a la física de partícules i el desenvolupament del Model Estàndard. En reconeixement del seu treball teòric, Lee i Yang van ser guardonats amb el Premi Nobel de Física en 1957. Chien-Shiung Wu va aconseguir demostrar empíricament la violació de la paritat que ells havien estudiat teòricament. L'any 1965, Wu va publicar Beta Decay, considerat un dels llibres de referència de la física nuclear.

## Vida posterior

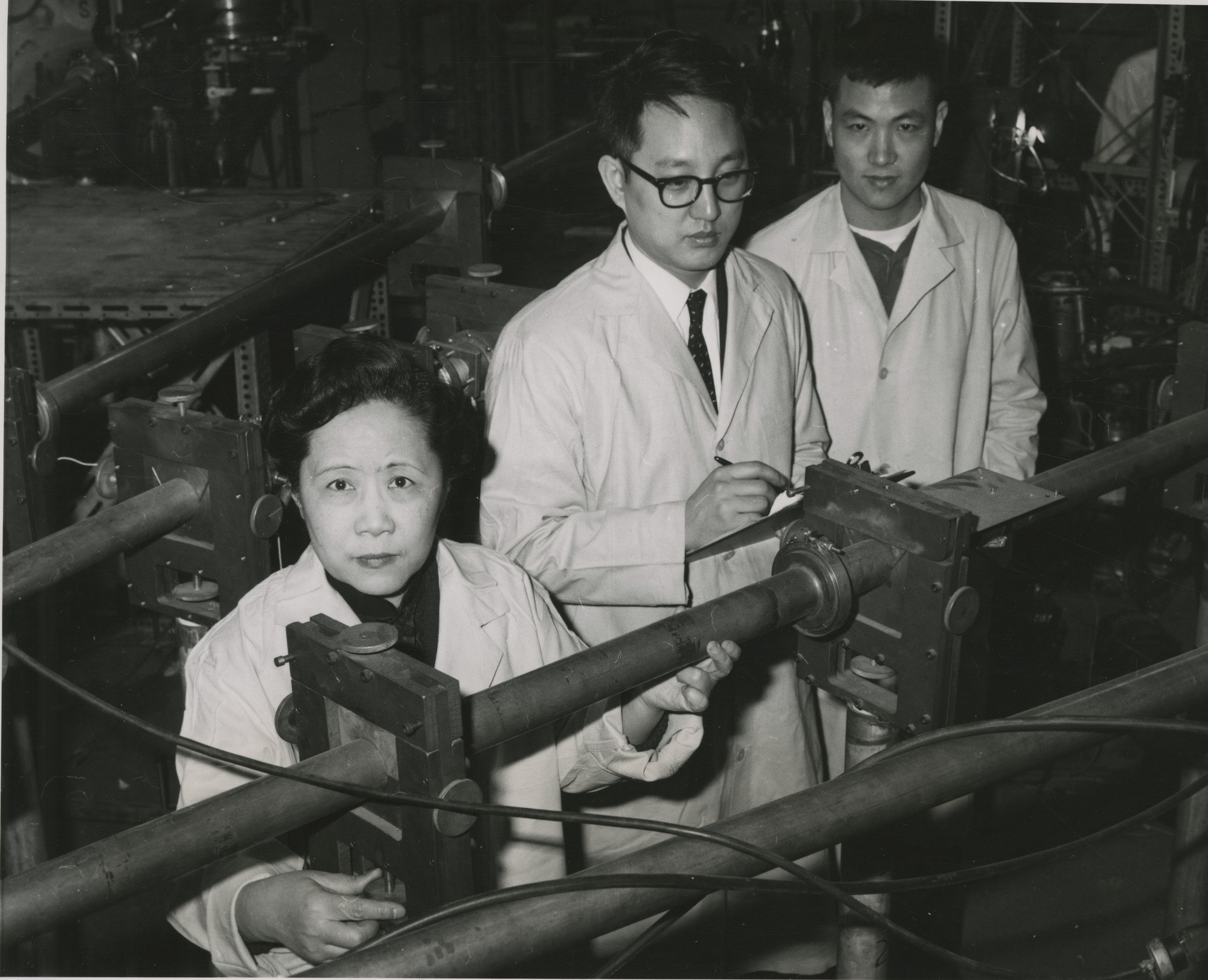
Els experiments realitzats de la Universitat de Colúmbia per (d'esquerra a dreta) Chien-Shiung Wu, Y.K. Lee, i L.W. Mo van confirmar la teoria CVC

El 1963, Wu va investigar i va confirmar la hipòtesi de la Conservació dels corrents de vector (CVC) de Richard Feynman i Murray Gell-Mann. Una altra fita en el camí cap al Model Estàndard, que postula una forma universal pel model de Fermi de la desintegració beta. La seva demostració de la no conservació de la paritat va portar a qüestionar altres supòsits que els físics havien fet sobre la interacció feble. Si la paritat no es conserva en la interacció feble, ¿què hi ha de la conjugació de càrrega? Aquest era un efecte que era cert per l'electromagnetisme, la gravetat i la interacció forta, de manera que s'havia suposat que també ho seria per la interacció feble. Wu va realitzar una sèrie d'experiments sobre la doble desintegració beta en una mina de sal sota el llac Erie que va demostrar que la conjugació de càrrega tampoc es conservava.
Un altre experiment important dut a terme per Wu va ser la confirmació dels càlculs fets per EML Pryce i John Clive Ward sobre la correlació de les polaritzacions quàntiques dels fotons que es propaguen en dues direccions oposades. Aquesta va ser la primera confirmació experimental dels resultats quàntics corresponents a un parell de fotons entrellaçats en aplicació de la paradoxa Einstein-Podolsky-Rosen (EPR). Wu més tard va portar a terme la investigació dels canvis moleculars en la deformació de l'hemoglobina que causen l'anèmia de cèl·lules falciformes. Durant la dècada de 1960 també va fer investigacions sobre el magnetisme, i sobre l'efecte Mössbauer. Va escriure un llibre de text amb Steven Moszkowski, Beta Decay, publicat el 1966, que es va convertir en un estàndard de referència sobre el tema.
El 1958 va morir el germà gran de Wu, el 1959 el seu pare i al 1962 la seva mare. En aquell moment el govern dels Estats Units imposava severes restriccions sobre la capacitat dels seus ciutadans per viatjar a l'estranger, de manera que no se li va permetre visitar la Xina per assistir als funerals dels seus familiars. El 1965 en un viatge a Hong Kong va veure al seu oncle Wu Zhou Zhi i el seu germà menor Wu Chien-Hao nou. El 1972, després de la visita de Nixon a la Xina, les relacions entre els dos països van millorar, i el 1973 Wu va poder visitar la Xina de nou. En aquest moment el seu oncle i el seu germà havien estat víctimes de la Revolució Cultural, i les tombes dels seus pares havien estat destruïdes. Va ser rebuda per Zhou Enlai, qui es va disculpar personalment per la destrucció de les tombes. Després d'això, va tornar a la Xina en diverses ocasions.
A mesura que es feia gran Wu es va tornar més oberta, el 1959 va protestar per l'empresonament a Taiwan dels familiars de físic Kerson Huang i el 1960 del periodista Lei Chen el 1960. El 1964, es va pronunciar en contra de la discriminació de gènere en un simposi en l'Institut de Tecnologia de Massachusetts: "Em pregunto" -va dir adeçant-se a la seva audiència- "si els diminuts àtoms i nuclis, o els símbols matemàtics, o les molècules d'ADN tenen cap preferència, ja sigui per al tractament masculí o femení". El 1975, Robert Serber, el nou director del Departament de Física de la Universitat de Colúmbia, va ajustar el seu salari perquè fos igual al dels seus homòlegs masculins. Va protestar per la repressió que va seguir a la Xina a la massacre de la Plaça de Tiananmen del 1989.
Wu es va retirar el 1981, i va esdevenir professora emèrita. Va morir el 16 de febrer de 1997 a la ciutat de Nova York a l'edat de 84 anys després de patir un vessament cerebral, una ambulància la va portar al St.Luke-Roosevelt Hospital Center però ja no hi va arribar a temps. D'acord amb els seus desitjos, les seves cendres van ser enterrades al pati de l'Escola de Ming De que el seu pare havia fundat, i que ella havia assistit quan era una noia.

## Honors, premis i reconeixements
Chien-Shiung Wu va rebre nombrosos reconeixements:
- Elegida membre de la Societat Americana de Física (1948)
- Elegida membre de l'Acadèmia Nacional de Ciències (1958)
- Primera dona amb un doctorat honorari de la Universitat de Princeton (1958)
- Achievement Award de l'Associació Americana de Dones Universitàries (1959)
- Medalla John Price Wetherill de l'Institut Franklin (1962)
- Dona de l'Any de l'Associació Americana de Dones Universitàries (1962)
- Premi Comstock en Física, Acadèmia Nacional de Ciències (1964)
- Premi Chi-Tsin Assoliment, Fundació Cultura de Chi-Tsin (1965)
- Membre Honorari de la Royal Society of Edinburgh (1969)
- Científica de l'Any, Industrial Research Magazine (1974)
- Premi W. Bonner, Societat Americana de Física (1975)
- Primera dona Presidenta de la Societat Americana de Física (1975)
- Medalla Nacional de la Ciència (1975)
- Primera persona en rebre el Premi Wolf de Física (1978)
- Medalla d'Honor Ellis Island (1986)
- Primera científica o científic que en vida va tenir un asteroide (2752 Wu Chien-Shiung) que porta el seu nom (1990)
- Medalla Pupin (1991)
- Elegida un dels primers acadèmics estrangers de l'Acadèmia Xinesa de Ciències (1994)